# Синдбад-мореход
Синдба́д-мореход (от перс. سندباد‎ — Sandbād, араб. السندباد البحري‎ — эс-Синдиба́д эль-Бахри́) — легендарный купец, моряк и путешественник, попадавший во множество фантастических приключений в путешествиях через моря к востоку от Африки и к югу от Азии. Коллекция историй его путешествий составляет «Семь путешествий Синдбада-морехода» в книге «Тысяча и одна ночь» и основана частью на реальном опыте восточных мореплавателей, частью — на произведениях античной поэзии, таких как «Одиссея» Гомера, а частью — на индийских и персидских чудесных рассказах-«мирабилиях».
Считается, что прообразом Синдбада был китайский мореплаватель эпохи династии Мин Чжэн Хэ, имевший буддистское прозвище Саньбао — «Три Сокровища» или «Три Драгоценности». Согласно Нидэму, несмотря на несомненно мусульманское происхождение, это прозвище служит напоминанием о «трёх драгоценностях». В своих плаваниях Синдбад совершил 7 путешествий в Западный океан.
В арабских сказках Синдбад предстает любознательным купцом из Багдада, который нанимал корабли в Басре.

## Путешествия Синдбада
- Первое — к острову, оказавшемуся большой рыбой. Затем Синдбад попадает в страну царя аль-Михрджана[22].
- Второе — встреча с птицей Рух, которая кормит своих птенцов слонами[23].
- Третье — к острову Серендиб на персидском корабле. Однако из-за шторма Синдбад оказался на «Острове мохнатых» и встретился с великаном-людоедом[24].
- Четвёртое — путешествие в Индию и женитьба на индианке[25].
- Пятое — Синдбад снова встречает птицу Рух, чудом выживает, но затем его обманом делает своим рабом злой старик[26][27][28].
- Шестое — лодка с драгоценностями[29][30].
- Седьмое — путешествие в страну крылатых людей[31][32].

## Киновоплощения
- Сабу — Арабские ночи — американский цветной приключенческий фильм 1942 года, снятый Джоном Роулинзом[33]. Фильм взят из «Книги тысячи и одной ночи», но больше обязан воображению Universal Pictures, чем оригинальным арабским историям. В отличие от других фильмов этого жанра (как Багдадский вор), в нем нет монстров или сверхъестественных элементов.[34]
- Дуглас Фэрбенкс-младший — Синдбад-мореход — американский цветной фантастический фильм 1947 года, снятый Ричардом Уоллесом. В главных ролях также Морин О'Хара, Уолтер Слезак и Энтони Куинн. В нем рассказывается история о «восьмом» путешествии Синдбада, в котором он обнаруживает потерянное сокровище Александра Великого.
- Сын Синдбада[англ.] — американский приключенческий фильм 1955 года, снятый Тедом Тецлаффом. Действие происходит на Ближнем Востоке и состоит из самых разных персонажей, включая более[что?] 127 женщин.
- Кервин Мэтьюз — Седьмое путешествие Синдбада (1958)
- Роберт Малкольм — Синдбад и калиф Багдада (1973)[35]
- Джон Филлип Лоу — Золотое путешествие Синдбада (1973)[36]
- Патрик Уэйн — Синдбад и глаз тигра (1977)
- Ферриньо, Лу — Синдбад за семью морями (1989)[37][38][39]
- Зен Геснер — Приключения Синдбада (1996—1998)
- Эллиот Найт — Синдбад (2012)
- Приключения Синдбада — индийский 2D-анимационный фильм о приключениях Синдбада-морехода, снятый в 2013 году режиссёрами Синджаном Неоги и Абхишеком Панчалом[40][41][42].